# ハンゾウ (キン肉マンII世)
ハンゾウは、ゆでたまごの漫画『キン肉マンII世』に登場する架空の人物。
アニメ版の声優は中井和哉。

## 主な特徴
初登場は、火事場のクソ力修練編「因縁の舞台、古都に継ぐ!」。キン肉星の隣に位置する惑星IGAの出身。「鬼畜のハンゾウ」の異名をとる悪行超人で、ノーリスペクト#2。キン肉万太郎の火事場のクソ力修練の相手としてノーリスペクトが選ばれ、二番手で登場。万太郎との戦いを経て正義超人へと転身、悪魔の種子編ではアイドル超人として再登場を果たす。
幼い頃に負った顔面の火傷を隠すため、上半分と頬を覆う般若の面を被っている。身体には和風の甲冑のようなコスチュームを纏う。
「ハンゾウ流極意」なる変幻自在の忍術や襟巻きを使用した技を使う。また右腕は背中の鞘に納めることで切れ味鋭い「妖腕刀」に変化し、それを利用して多くの超人の顔の皮を剥ぐ（アニメでは妖術で吸い取る設定に変更された）凶行を繰り返していた。
笑い声は「ト〜トトト」。当初のみ「ケキョケキョ」。

## 経歴

### 生い立ち〜ノーリスペクト時代
赤ん坊の頃、実家の火事により顔に火傷を負う。火傷の傷痕を隠すために般若の面をつけるが、それゆえに迫害を受けて育った。
成長すると夜な夜な街に現れ、右腕の妖腕刀で腕に覚えのある者の顔を剥ぐという残虐な行為を繰り返した。後にフォーク・ザ・ジャイアント、ボーン・コールドとノーリスペクトを結成し、キン肉星の兵隊を295人も惨殺する。
兵隊が次々と顔を剥がされる中、出動した超人機動警察隊（アンタッチャブル）と対峙。恐怖する警官の中から飛び出してきたザ・ニンジャの弟子・コクモの顔を剥がす。その後、逆上したニンジャの手により逮捕され、他の二人と同じく刑務所に監禁される。
10年後、キン肉万太郎の火事場のクソ力修練のために一時釈放、京都・清水寺にて待ち受けるが、ハンゾウが釈放されたことに危険を感じたザ・ニンジャが相手に名乗り出て、対戦となる。忍術合戦を制し、ニンジャの顔を剥がす。
その後、当初の予定通り万太郎と対戦。万太郎の考案したタタミ・デスマッチで闘い、わざと攻撃を受けてからの反撃、リングロープを切断してマッスル・ミレニアムを使用不可能にするなど、万太郎を恐怖へと落とす。顔を剥がそうとするが、マスクの切れ目からのフェイス・フラッシュにより、妖腕刀を溶かされる。さらに、日が暮れて灯された周囲の篝火を見てトラウマが蘇り、恐怖を乗り越えた万太郎のマッスル・ミレニアムレングスを受けて敗北。仮面が割れ、焼け爛れた素顔をさらすが、万太郎の厚意によりニンジャの襟巻きを譲り受け、顔を隠す。万太郎にノーリスペクト#3であるボーン・コールドの脅威を伝え、刑務所へ戻った。
超人オリンピック ザ・レザレクション編ではケビンマスクに苦戦する万太郎の前に幻覚として現われ、フォーク・ザ・ジャイアントやボーン・コールドと共に万太郎を激励した。

### アイドル超人軍として
悪魔の種子編では、万太郎の危機を救うため一時的に釈放され、スカーフェイスをリーダーとしたアイドル超人軍を結成。ジェネラル・パラストのゲートバリヤーを通過しデーモンシードに痛めつけられる万太郎を救い、甑島の「ジェネラル・フェイス」にてゲッパーランドと対戦。
最初は有利に試合を進めていたが、後にゲッパーランドの攻撃に窮地に追い込まれる。持っていたザ・ニンジャの襟巻きから現れた彼の霊より激励を受け、和解すると同時に正義超人としての「折れない心」を見せ、逆転勝利。ゲッパーランドの攻撃を破り、最期は「釣鐘割り」でKOした。同時に顔の皮への執着からも脱却し、完全な正義超人へと生まれ変わった。しかし、サタンがゲッパーランドの処刑のため放った「ジェネラル・フェイス」の角による串刺しに巻き込まれ、パラストが沈んで消息不明となる。
その後、悪魔の胎内では正義超人の骸で構成された大黒柱骨の一部にされていたが、最後にはリボーンダイアモンドにより、他のアイドル超人と共に復活した。

## 主要対戦成績
- ○ザ・ニンジャ（釣鐘割り→御面頂戴）
- ×キン肉万太郎（マッスル・ミレニアムレングス）
- ○ゲッパーランド（釣鐘割り）

## 得意技
妖腕刀（ようわんとう）
背中の鞘に差し入れることにより、右腕を日本刀状の刃に変化させる。硬い岩や鋼も一刀両断する切れ味がある。
悪魔の種子編では釣り針状に曲げて使用している。
御面頂戴（おつらちょうだい）
右腕の妖腕刀により、相手の顔を切り皮を剥がす残虐技。正義超人となってからは使用せず、前述の闘いでも「御面は無用」と蝿を斬るのみに終わった。
アニメでは、手から妖術で相手の顔を奪う技（のっぺらぼうになる）に変更された。
鬼畜襟締め（きちくえりじめ）
うつ伏せ状態の相手の背に跨り、自分のコスチュームの襟で首を絞める技。
ハンゾウ流極意
ハンゾウが得意とする忍術殺法および体術。
釣鐘割り（つりがねわり）
代表的なフェイバリット・ホールド。空中で逆さに捕らえた相手の頭を、自らの膝と相手の膝で挟み込んだ体勢にし、両脚を前後に固定したままキャンバスに落下する技。落下の衝撃で相手の頭は両者の膝の間に強く打ちつけられる。
傀儡人形（くぐつひとがた）
リングのキャンバスを盛り上がらせて人形を作り出し、それを操って攻撃する技。使用する前に両手を高く上げ、こねるように動かす独特のポーズをとる。
弱点として、キャンバスと繋がっているため両脚を自由に動かせない点と、人形がダメージを受けるとハンゾウ自身も傷つく点が挙げられる。
ゲッパーランド戦では海上で人形を作る「傀儡水人形」を使用。またPlayStation 2『キン肉マン ジェネレーションズ』ではこの技で対戦相手を上空へ投げ飛ばし、釣鐘割りへと繋げている。
百足脚（ムカデきゃく）
空中から両脚で放つ連続蹴り。
兜蟹変化（カブトガニへんげ）
自分の身体を巨大なカブトガニに変身させて攻撃する。
撥雲風車（はつうんかざぐるま）
着用している襟巻きを広げて折り紙のように折り、巨大な風車を作り上げる。
牛馬断体車（ぎゅうばだんたいぐるま）
撥雲風車の中に入った状態で、縦に回転しながら突進し相手を切り裂く。
怒涛帆掛け舟（どとうほかけぶね）
撥雲風車と同様に、襟巻きを使って帆掛け舟を作る。

## プロフィール
- 分類 - ノーリスペクト→アイドル超人
- 出身地 - 惑星IGA[1][3]
- 身長体重 - 212cm 115kg[1][3]
- 超人強度 - 147万パワー[1]（140万パワーとの記述もある[3]）
- 苦手なもの - 火・炎[4]

### 異名
- 鬼畜超人[5]
- お面頂戴 鬼畜のハンゾウ[6]
- 問答無用の面剥ぎ師[7]
- 非情で惨き悪行超人[8]

### 主な肩書き
- ノーリスペクト#2
- アイドル超人軍（スカーフェイス、ケビンマスク、ハンゾウ、イリューヒン、バリアフリーマン）

## コンピュータゲーム
『キン肉マンII世 新世代超人VS伝説超人』などのゲームでは、タッグチームを組むキャラクターによっては特定のチーム名が付けられる。以下にそれを示す。
- 超人忍びの集 - ザ・ニンジャ
- ノーリスペクツ - ボーン・コールド

『キン肉マンII世 新世代超人VS伝説超人』のストーリーモードでは、ザ・ニンジャ抹殺を目論み、新世代超人のタイムスリップに密航。ミートを人質に取り、ザ・ニンジャの始末を目標とする。
『キン肉マンII世 超人聖戦史』では時の神の手下として登場。中立または悪行ルートのみ登場する。